# Équipe de football
Une équipe de football est une équipe sportive constituée de footballeurs.

## Décideurs de la composition d'une équipe

### Entraîneur
Au football, l'entraîneur est la personne chargée de diriger une équipe au sein d'un club de football ou une équipe nationale.
Il existe deux variantes proches : le manager (terme courant au Royaume-Uni), qui dispose théoriquement de responsabilités étendues sur la politique sportive du club, et le sélectionneur, dans le cas des équipes nationales, dont la responsabilité est également de choisir les meilleurs joueurs sélectionnables.
L'entraîneur est responsable des résultats de son équipe devant les dirigeants du club.

### Sélectionneur
Le sélectionneur est, en football, la dénomination d'un entraîneur se trouvant à la tête d'une équipe nationale. En plus de son rôle d'entraîneur, le sélectionneur a la fonction de choisir, parmi tous les joueurs admissibles, ceux représentant leur pays au sein de l'équipe nationale.

## Différents rôles

### Poste des joueurs
Régie par la loi 3 du football, elle est composée lors d'un match officiel de onze joueurs maximum sur le terrain. 
Une équipe est composée d'un gardien de but et de dix joueurs de champ, qui se répartissent les postes en fonction du dispositif tactique choisi. Les postes sont répartis en trois grandes catégories (défenseurs, milieux de terrain et attaquants), ils sont attachés à des rôles et des aires de jeu sur le terrain. L'expression « milieu de terrain » remplace « demi » dans les années 1970, et se trouve depuis accompagné d'un qualificatif : récupérateur, relayeur, offensif ; latéral ou axial. Une équipe est généralement formée d'un gardien de but, de trois à cinq défenseurs, de deux à cinq milieux de terrain et de un à quatre attaquants.

### Titulaires et remplaçants
L'entraîneur peut faire appel à des remplaçants, qui viennent en plus des onze joueurs et qui n'entrent en jeu que dans certaines circonstances,.

## Organisation
La répartition des postes change au cours de l'histoire du football. À ses débuts, les joueurs de champ se répartissent entre avants, demis, et arrières. À la fin du XIXe siècle, les équipes de football jouent classiquement en « 2–3–5 », soit deux arrières, trois demis et cinq attaquants. Au milieu du XXe siècle, les modèles généraux du jeu passent du W-M, première organisation stratégique globale en quatre lignes, au jeu en trois lignes (4-2-4 puis 4-3-3 et 4-4-2 durant les années 1970-80).
Au fur et à mesure de l'évolution du jeu, les tactiques et formations évoluent, et les postes avec. La disposition des joueurs peut aussi se considérer suivant que l'équipe est à l'initiative du jeu où si elle s'adapte à celui de son adversaire. Le dispositif est alors imposé ou redéfini.

## Animation
La fluidité du football moderne, illustrée par l'initiative laissée aux joueurs malgré le poste qui leur est attribué, le distingue de sports plus rigides comme le rugby ou le football américain. Cependant, les joueurs se spécialisent généralement sur un seul poste dans leur carrière, car chacun exige des caractéristiques physiques et techniques différentes. Les footballeurs polyvalents sont rares.
L'application la plus poussée de cette fluidité est le concept de football total, apparu dans les années 1970 sous la houlette de Rinus Michels et de son meneur de jeu Johan Cruyff, qui exige de chacun des joueurs de l'équipe un dépassement de son rôle initial.

## Numéros

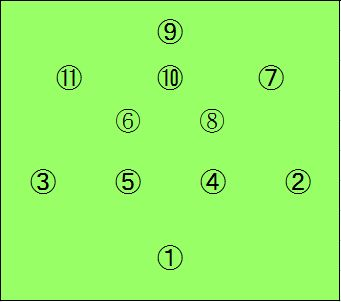
Numéros d'une équipe organisée en 4-2-3-1.

Les numéros des joueurs correspondent initialement aux postes des joueurs. Dans une répartition simplifiée :
1. gardien de but (cible) ;
2. arrière droit ;
3. arrière gauche ;
4. arrière central ;
5. arrière central (« reculé », « décroché de couverture », « libéro » dans le catenaccio, « verrouilleur » dans l'appellation suisse du « verrou », …) ;
6. milieu de terrain défensif ;
7. milieu de terrain latéral ou ailier droit selon les dispositifs spatiaux (voire joueur de couloir comme le n°2 arrière latéral droit) ;
8. milieu de terrain (« relayeur », « intermédiaire ») ;
9. avant-centre ;
10. attaquant/meneur (« avancé », « libre », « meneur de jeu » …) ;
11. ailier gauche ou milieu latéral gauche ou couloir.

Dans le football moderne et l'élargissement du banc à un grand nombre de joueurs, les numéros ne sont plus significatifs de la fonction occupée ou de la zone. Toutefois, en référence à des joueurs de classe mondiale ayant arboré tel ou tel numéro (Kopa 9 ; Di Stéfano, Platini, Zidane 10 ; Cruyff 9, 10 ou 14, Ronaldo, Figo, Griezmann 7;…) ces numéros (1,7, 9 et 10 surtout) sont souvent utilisés par des joueurs qui tiennent effectivement une fonction renommée et souhaitent également se montrer leurs dignes successeurs. Dans le langage stratégique et de l'analyse des jeux sportifs collectifs pour la théorie des jeux, on parle d'assignation pour signifier qu'un numéro est attribué à un joueur et qu'il peut être associé à des fonctions répondant de près ou de loin à des fonctions ou des utilités dans le jeu.